# Каллипогоны
Каллипогоны (Callipogon) — род жесткокрылых семейства усачей.

## Описание
Тело массивное, крупное, вытянутое, на верхней стороне выпуклое. Бока переднеспинки несут множество шипиков, на её передних и задних углах шипики более крупные, отогнуты назад. Ряд видов имеет чрезвычайно сильно развитые челюсти у самцов. Эпистерны заднегруди сужены кзади. Первый членик усиков удлинён слабо. Боковые края переднеспинки зернистые или зубчатые.

## Экология и ареал
Род богато представлен в фауне южной части неарктической и в неотропической области, где насчитывается относительно много видов, распределенных между 7 подродами. Единственный представитель в фауне России — реликтовый дровосек (Callipogon relictus), обитающий в широколиственных перестойных лесах.

## Систематика
Виды рода:
- Callipogon armillatus

- Callipogon Audinet-Serville, 1832

- Callipogon barbatus (Fabricius, 1781)
- Callipogon beckeri Lameere, 1904
- Callipogon lemoinei Reiche, 1840
- Callipogon senex Dupont, 1832

- Callomegas Lameere, 1904

- Callipogon proletarius Lameere, 1904
- Callipogon sericeus (Olivier, 1795)
- Callipogon limonovi Titarenko, 2017

- Dendroblaptus Chevrolat, 1864

- Callipogon barbiflavus Chevrolat, 1864

- Eoxenus Semenov, 1899

- Callipogon relictus Semenov, 1899

- Orthomegas Audinet-Serville, 1832

- Callipogon cinnamomeus (Linnaeus, 1758)
- Callipogon fragosoi Bleuzen, 1993
- Callipogon frischeiseni Lackerbeck, 1998
- Callipogon haxairei Bleuzen, 1993
- Callipogon irroratus Lameere, 1915
- Callipogon jaspideus (Buquet, 1844)
- Callipogon marechali Bleuzen, 1993
- Callipogon monnei Bleuzen, 1993
- Callipogon pehlkei Lameere, 1904
- Callipogon similis (Gahan, 1894)

- Spiloprionus Aurivillius, 1897

- Callipogon sericeomaculatus (Aurivillius, 1897)